# Kryłów (gmina)
Kryłów – dawna gmina wiejska istniejąca w latach 1867–1954 na Lubelszczyźnie. Siedzibą gminy był Kryłów.
Gmina Kryłów powstała w 1867 roku w Królestwie Kongresowym, a po jego podziale na powiaty i gminy z początkiem 1867 roku weszła w skład w powiatu hrubieszowskiego w guberni lubelskiej, jako jedna z 13 gmin wiejskich powiatu (w latach 1912–1915 jako część guberni chełmskiej). 1 stycznia?/13 stycznia 1870 do gminy przyłączono pozbawiony praw miejskich Kryłów.
W 1919 roku gmina weszła w skład woj. lubelskiego. Gmina graniczyła od północy z gminami Mieniany i Chotiaczów (woj. wołyńskie), od wschodu z gminami Grzybowica (woj. wołyńskie) i Dołhobyczów, od południa z gminą Poturzyn (powiat tomaszowski), a od zachodu z gminą Mircze (a po jej zniesieniu w 1936 roku z gminą Miętkie). Główna część gminy była skupiona wzdłuż rzeki Bug, natomiast w południowo-zachodniej części gmina posiadała długi, wąski „ogon”, wdzierający się pomiędzy gminy Mircze i Poturzyn.
Do 1933 roku ustrój gminy Kryłów kształtowało zmodyfikowane prawo zaborcze. Podczas okupacji gmina należała do dystryktu lubelskiego (w Generalnym Gubernatorstwie). W 1943 roku w skład gminy wchodziły wsie: Kosmów, Kosmów-Kolonia, Kryłów, Kryłów-Kolonia, Łasków, Łasków-Kolonia, Małków, Małków-Kolonia, Prehoryłe-Kolonia, Smoligów i Szychowice. Okupant odłączył od gminy Kryłów gromadę Wereszyn w jej południowym „ogonie”, włączając ją do gminy Poturzyn.
1 lipca 1952 roku gmina Kryłów składała się z 9 gromad: Kosmów, Kosmów-Kolonia, Kryłów, Kryłów-Kolonia, Małków, Małków-Kolonia, Prehoryłe,, Smoligów i Szychowice. Odłączony podaczas wojny Wereszyn pozostał poza granicami gminy Kryłów, lecz przełączono go z gminy Poturzyn do gminy Dołhobyczów.
Jednostka została zniesiona 29 września 1954 roku wraz z reformą wprowadzającą gromady w miejsce gmin. Po reaktywowaniu gmin 1 stycznia 1973 roku gminy Kryłów nie przywrócono a jej dawny obszar wszedł w skład nowej gminy Mircze (oraz częściowo gminy Hrubieszów).